# 반정다면체
기하학에서 반정다면체(半正多面體, 영어: semiregular polyhedron)은 두 종류 이상의 합동인 정다각형으로 이루어져 있으며 (다른 종류의 경우에도 한 변의 길이는 같다) , 각 꼭짓점에 모인 면이 배치가 서로 같은 볼록 다면체이다. 단, 내각의 합이 360°이면 평면타일링이 되므로 반정다각형 타일링이 된다. 360°보다 크면 쌍곡면의 고른 타일링이 된다.

## 볼록한 반정다면체
- 정다각형의 각기둥, 엇각기둥, 아르키메데스의 다면체가 해당된다. 이중 육팔면체와 십이이십면체는 변추이여서 준정다면체에도 해당된다.

## 같이 보기
- 넓은 뜻의 정다면체